# Yenidoğdu, Hozat
Yenidoğdu là một xã thuộc huyện Hozat, tỉnh Tunceli, Thổ Nhĩ Kỳ. Dân số thời điểm năm 2010 là 207 người.